# Annika Wendle
Annika Wendle (ur. 15 września 1997) – niemiecka zapaśniczka walcząca w stylu wolnym. Olimpijka z Paryża 2024, gdzie zajęła piąte miejsce w kategorii do 53 kg. Zajęła dziewiąte miejsce na mistrzostwach świata w 2019 i 2021 roku. 
Brązowa medalistka mistrzostw Europy w 2019 i 2021. Druga w indywidualnym Pucharze Świata w 2020 i akademickich MŚ w 2018. Mistrzyni Europy U-23 w 2019. Trzecia na ME juniorów w 2016 i 2017. Wicemistrzyni Europy kadetów w 2012.
Mistrzyni Niemiec w 2024; druga w 2015, 2016, 2018 i 2023; trzecia w 2019 roku.